# Hayman-Feuer
Das Hayman-Feuer bezeichnet einen mehr als drei Wochen wütenden Waldbrand im US-Bundesstaat Colorado im Jahre 2002. Durch ein illegales Lagerfeuer ausgelöst, wütete es im Juni 2002 im Pikes Peak zwischen Denver und Colorado Springs und zerstörte eine Fläche von rund 55.000 Hektar.
Der Waldbrand wurde am 8. Juni 2002 durch ein illegales Lagerfeuer ausgelöst und breitete sich nach langer Dürreperiode und unter immer wieder auffrischenden Winden rasch aus. Als Ursprung wurde die Geisterstadt Hayman ausgemacht, nach der das Feuer schließlich benannt wurde. Es richtete einen Schaden von rund 40 Mio. US-Dollar an, zerstörte 133 Häuser und erforderte die Umsiedlung von mehr als 5.000 Menschen, nachdem zuvor bereits rund 40.000 Menschen von den Behörden aufgefordert worden waren, sich für eine solche bereitzuhalten. Den Vororten von Denver näherte sich das Feuer auf bis zu 15 Kilometer.
Der verheerendste Waldbrand Colorados wurde am 2. Juli 2002 unter Kontrolle gebracht.